# Esmeralda Torres
Esmeralda Torres (Querétaro, 1978) es una artista visual mexicana conocida por su trabajo pictórico abstracto, en el cual utiliza una variedad de técnicas incluidas la pintura al temple, acrílico, collage y tintas. Además de su trabajo plástico, actualmente imparte clases de artes plásticas para adultos y niños en la ciudad de Querétaro.

## Vida
Esmeralda Torres nació en la ciudad de Querétaro. Realizó sus estudios de Artes Visuales en la Facultad de Bellas Artes de la Universidad Autónoma de Querétaro.

## Exposiciones
Torres cuenta con más de veinte exposiciones colectivas en diversas ciudades del país como Mérida, Zacatecas, Pátzcuaro y San Miguel de Allende; así como en el extranjero en ciudades como Galicia y Estocolmo. Entre sus colectivas se encuentran: 19 Maestros de la Plástica Contemporánea (2013) en la Galería Hermenegildo Bustos y Polivalente en Guanajuato, Gto, presentada el mismo año en la Galería de Arte Contemporáneo en San Miguel de Allende, Gto. 
También pueden contarse la exposición Creación en movimiento, Jóvenes Creadores del FONCA 2013-2014 en el Antiguo Colegio de San Ildefonso, Ciudad de México y Abstracciones en el Museo de Arte Abstracto Manuel Felguérez, en Zacatecas, Zac.
Entre sus muestras individuales destacan Sombras y Siluetas (2008) en la Embajada de México en Lisboa, Portugal presentada también en el Museo de Arte de Querétaro en 2009, Ecos de Ausencia presentada en 2007 en el Museo Universitario del Chopo, Ciudad de México y en la Galería Libertad, Querétaro. También se encuentra su exposición titulada Hola y adiós [re]colección de 108 maneras de saludar y despedirse que ha sido exhibida en Lux Perpetua Art Centre en Mérida, Centro Cultural Antiguo Colegio Jesuita en Pátzcuaro y en la Galería Libertad, Querétaro durante 2016.

## Premios
Esmeralda Torres ha sido acreedora de distintos premios entre los que se encuentran la Beca Jóvenes Creadores, FONCA en 2013 y ha formado parte de los becarios del Programa de Estímulos a la Creación y Desarrollo Artístico en Querétaro que ofrece el Instituto Queretano de la Cultura y las Artes (IQCA) en las emisiones 2010, 2005 y 2003, así como del Programa de Apoyo a la Producción Artística del mismo IQCA en 2011 y 2009.

## Obra
La obra abstracta de Esmeralda Torres encuentra sus bases en la influencia que ha tenido el trabajo plástico de artistas como Jordi Boldó en la ciudad de Querétaro. Sin embargo, el trabajo de Esmeralda, quien pertenece a una generación de artistas más jóvenes, ha sabido incluir en su trabajo disciplinas visuales alternativas a la pintura como la instalación, la fotografía y el vídeo.
La pintura de Torres, gracias a la rica variedad de materiales que utiliza, ha sido descrita como "muestrarios o conjuntos de señales de la caducidad de la vida utilitaria y como metáforas de todo aquello que pasa desapercibido mientras la vida se precipita a su fin" Esmeralda asume a su pintura como una obra llena de silencios que a su vez comunica algo para aquel que esté dispuesto a dialogar, esto le otorga a su pintura un orden aleatorio asignado por cada espectador y que nos entrega distintas posibilidades
Su obra ha sido publicada individualmente por Editorial Calygramma & Cía en 2015 para su proyecto El arco y la luz/Artistas de Querétaro en un catálogo llamado Esmeralda Torres, Hola y Adiós. Además, forma parte de colecciones de Pago en Especie de la SHCP, Museo de Arte Contemporáneo 8 y Museo Escárcega de Aguascalientes, Museo Regional de Querétaro, Universidad Autónoma de Querétaro, Banco BBVA Miami, Banco del Bajío y Diario de Querétaro.